# لوجلي
لوجلي (بالفارسية: لوجلی) هي مدينة تقع في إيران في Sarhad District. يقدر عدد سكانها بـ 701 نسمة .